# Gantz
Pour les articles homonymes, voir Gantz (homonymie).
Gantz (ガンツ, Gantsu) est un seinen manga écrit et dessiné par Hiroya Oku. Il est prépublié dans le magazine Young Jump entre juillet 2000 et juin 2013, et est compilé en un total de trente-sept tomes. La version française est éditée en intégralité par Tonkam.
Il a fait l'objet d'une adaptation animée de 26 épisodes en 2004 par le studio Gonzo. En France, l'anime est édité en DVD par Asian Star.
En janvier 2011, une première version cinématographique, comprenant les acteurs et les musiciens Ninomiya Kazunari et Ken'ichi Matsuyama, est sortie. Un deuxième film est ensuite sorti en avril 2011. Aux demandes de plus de treize pays, une publication internationale a été annoncée. En France, le premier film est sorti en DVD et Blu-ray le 6 septembre 2011, et le second est sorti le 1er février 2012.
Un film d'animation 3D en images de synthèse intitulé Gantz:O est sorti en octobre 2016. Une série dérivée dessinée par Keita Iizuka, Gantz:G, est publiée entre novembre 2015 et mars 2017. La version française est éditée par Delcourt sous le label Tonkam.

## Synopsis
Kei Kurono est un lycéen de Tokyo relativement cynique et égoïste, grand consommateur de revues érotiques. Un jour, en attendant son métro, il rencontre un ami d'enfance, Masaru Katô, qu'il avait perdu de vue et qui se trouvait par hasard à la gare. Il est alors poussé contre toute attente à faire un geste héroïque : sauver un clochard ivre tombé sur les voies. Mais ce sauvetage ne se déroule pas parfaitement, et Kurono et Katô meurent écrasés.
Ils se retrouvent alors mystérieusement dans une pièce d'appartement avec vue sur la Tour de Tokyo, au centre de laquelle se trouve une étrange sphère noire répondant au nom de Gantz. Ils ne sont pas seuls dans cette salle et se poseront de nombreuses questions : sont-ils morts ? Participent-ils à un jeu télévisé ? Ou à une expérience secrète menée par l'armée ?
Les protagonistes ne cesseront de s'interroger sur ce lieu, sur leur situation, et le sens de ce qui leur arrive, d'autant qu'ils devront mener des « missions » chronométrées et affronter des ennemis extrêmement dangereux.
Le manga se distingue par sa grande violence, aussi bien physique que psychologique. Il est jalonné de combats sanglants, de scènes érotiques et de dialogues parfois crus (avec cynisme, humour noir...). Il recèle également des réflexions sombres, et exige souvent de dépasser le premier degré de lecture afin de saisir toutes les subtilités. 
L'intrigue pose par ailleurs un nombre non négligeable de questions laissées en suspens, renforçant une impression de flou, et la présence d'évènements et de personnages fantastiques, voire surréalistes, entremêlés à la réalité, renforcent ce sentiment.  Mais une bonne partie de la narration est développée à travers les pensées du héros, ce qui engendre une sensation d'intimité entre le récit et le lecteur.

## Univers

### Personnages
- Kei Kurono : Au départ, Kurono est un personnage assez froid, cynique et même plutôt mauvais. Confronté à l'enfer de Gantz, il réagit par la violence. Il est dès le départ très sexuellement attiré par Kishimoto et tente de s'inspirer de Kato. Traumatisé par la mort de ses amis, il se consolera dans les bras de Tae, qu'il méjuge de prime abord. Il sera complètement changé par sa relation avec la jeune fille et se refusera à mourir pour pouvoir rester avec elle. Il sera nommé leader de la Gantz Team, un peu malgré lui, mais mènera finalement l'équipe vers de nombreuses victoires. Il sera libéré après la mission Oni, mais sera abattu par Hikawa, malgré une résistance exemplaire. Kato le ressuscitera au terme de la mission d'Osaka.

- Masaru Kato : Un vieil ami de Kurono, qui est un peu l'archétype du héros courageux et désintéressé. Il tente toujours de tout arranger et d'éviter les blessés. Il devient complètement perdu dans le monde de Gantz, mais lui et Kurono se soutiendront mutuellement et parviendront à s'en sortir. Il se bat pour revoir son frère et il s'est donc juré de ne pas mourir. Malgré cela, il sera tué par le Kannon, pour être ramené à la vie par le vieil homme. Il se donnera à fond lors de la mission Osaka afin de ressusciter Kurono et achèvera lui-même le Nurarihyion.

- Kei Kishimoto : Kishimoto est une jeune fille qui a tenté de se suicider et qui, ayant survécu à sa première mission dans Gantz, se rend compte que la boule noire s'était trompée sur sa mort, il y a donc une deuxième version d'elle, dans sa maison. Elle se réfugiera chez Kurono, ne sachant pas où aller, étant malgré tout heureuse de pouvoir recommencer une nouvelle vie. Elle est très amoureuse de Kato, qui l'a sauvée d'une tentative de viol, mais regarde Kurono beaucoup plus suspicieusement. C'est quelqu'un de relativement simple, qui est totalement dépassée par ce qui se passe, mais qui fait de son mieux pour survivre et aider les autres. Elle se sacrifiera pour sauver Kato du Kannon.

- Joichiro Nishi : C'est un très ancien Gantzeur (il a passé plus d'un an à faire des missions) très froid et cynique. Il n'hésite pas à tuer ses collègues ou à les laisser mourir, pour pouvoir arriver à ses objectifs. Comme Izumi, il est très individualiste et renfermé, menteur par nature et jugeant sa survie prioritaire à tout. Il a déjà rencontré l'autre vétéran et sont plus ou moins sur la même longueur d'onde (sans pour autant se protéger l'un l'autre). Il est tué par un Tanaka, puis Kaze le ramène à la vie sur la demande de Kurono, qui estime qu'après son départ, un vétéran s'avère nécessaire pour la survie de l'équipe. C'est lui qui annoncera la catastrophe aux autres Gantzers.

- Sakuraoka Sei : Sei est une jeune femme séduisante qui fut transportée dans la chambre à la suite d'un accident de moto juste avant la mission des Statues Bouddhistes. Alors qu'elle demandait des précisions à Kurono sur cet endroit, celui-ci lui proposera de coucher avec lui. Contre toute attente, elle accepta. Une fois leur affaire terminée, le transfert commença. Lors de cette mission, Sei tomba petit à petit amoureuse de Kurono en admirant ses prouesses au combat ; cependant ce dernier n'éprouvait pas les mêmes sentiments. Elle tentera de protéger Kurono du Kannon aux Mille Bras avec sa vie dans l'espoir qu'il tombe amoureux d'elle mais, malgré ses très grandes compétences au combat, elle sera tuée par le monstre. Elle aura cependant réussi à rendre le boss vulnérable en détruisant son appareil de régénération.

- Shion Izumi : C'est un vétéran de Gantz, qui fit un grand massacre dans Shinjuku (à la demande de Gantz) puis fut finalement tué par Kurono, retournant dans le monde de la boule noire. Il se plait réellement dans Gantz, il considère que c'est son vrai univers, là où le destin veut qu'il soit. C'est un psychopathe, qui considère la force comme la seule loi réelle. Il a une certaine admiration envers Kurono, mais est le plus indépendant des Gantzeurs. C'est quelqu'un de très doué pour tromper les gens ou les leurrer. Il trouve malgré tout une petite rédemption en se sacrifiant pour sauver Ryôko (sa petite amie) d'Hikawa. Il meurt dans les bras de la jeune fille.

- Hiroto Sakurai : C'est un jeune garçon, qui fut harcelé sexuellement par ses camarades de classe et certains profs. Il tenta de se suicider, mais fut aidé par Tonkotsu (qui devint plus tard sa petite amie) et Sakata, qui lui apprit à utiliser le pouvoir. Il massacra ses tortionnaires mais se sentit ensuite très coupable et tente depuis de se racheter avec l'aide de Tonkotsu. Il fut tué par Izumi et amené dans Gantz. Il sera d'une grande aide en raison de ses pouvoirs, il fait naturellement équipe avec Sakata. Il sera tué par l'Oni pyromane, mais sera ramené à la vie par son mentor. Tout comme Kurono, il s'est juré de survivre pour se racheter et recommencer sa vie.

- Kenzo Sakata : Le mentor de Sakurai. C'est un psychique assez cynique et solitaire, qui pense que le pouvoir doit être utilisé, sans avoir à le regretter. Il n'a pas mauvais fond, mais pour lui, la fin justifie les moyens et il n'hésite pas à utiliser la force si nécessaire. Il sera tué par Izumi, puis sera un membre prépondérant de la Gantz Team de Kurono, où ses pouvoirs joueront un rôle important. Il s'affaiblit de plus en plus à cause de l'utilisation trop intensive de ses pouvoirs, mais se fiche de mourir, ne souhaitant lui-même pas être ressuscité. Il sera finalement tué par le Nurarihyion, le Boss de la mission Osaka, en se sacrifiant pour permettre à ses compagnons de s'enfuir. Il réapparaîtra dans le chapitre 359.

- Daizaemon Kaze : C'est un combattant amateur très puissant. Il est assez froid, parle peu, mais a tout de même bon fond. Il sera tué par Izumi, puis restera dans Gantz, pouvant ainsi trouver de nombreux adversaires à sa mesure. Il se liera d'amitié avec Takeshi, un petit garçon un peu lunaire. Son style de combat se base uniquement sur ses poings et sur une très puissante projection de dos (le fameux Back Attack). Il est le plus fort des Gantzers en force pure.

- Reika Shimohira : C'est une idol, tuée par Izumi à Shinjuku. Elle est très populaire à cause de son physique et est très médiatisée. Elle tombera amoureuse de Kurono, étonnée par son courage et parce qu'il lui sauvera la vie par deux fois durant la mission-péquenot. Elle fera tout pour rendre Kei heureux, sans éprouver de jalousie envers Tae, qu'elle ressuscitera. Elle deviendra le leader du groupe après le départ de Kurono. Toutefois, après la mission d'Italie, elle ressuscitera Kurono une 2e fois, afin d'avoir son propre Kurono, qu'elle puisse aimer, le Kurono "original" étant amoureux de Taé.

- Yoshikazu Shizuki : C'est un grand-père (c'est pourquoi on l'appelle plus souvent ainsi que par son nom), très simple et qui ne comprend pas trop dans quelle situation il se trouve après son meurtre des mains d'Izumi. Il se lie d'amitié avec Kurono et tous deux, ils deviennent un duo redoutable. Il a une confiance absolue en Kurono et fera tout pour l'aider. Il ressuscitera Kato plutôt que de sortir de Gantz. Il périt en tentant de sauver Inaba lors de la Mission en Italie.

- Koki Inaba : Inaba est un coureur de jupon invétéré et sa mort reflète parfaitement sa mentalité. Il fut tué lors du massacre a Shinjuku alors qu'il faisait du shopping avec sa petite amie. Pourtant d'une inefficacité navrante lors des missions (il passera le plus clair de son temps à essayer d'impressionner Reika), il réussira à survivre grâce à une chance insolente. Lors de la Mission Oni, il couchera même avec l'Ogre Polymorphe (qui avait alors pris l'apparence de Reika) en pleine rue, avant que le reste des Gantzers n'arrive. Ce n'est que lors de la Mission en Italie qu'il se réveillera malheureusement trop tard : attristé par la mort du vieil homme, il le vengera en tuant les statues responsables. Le Boss de la Mission l'achèvera, sous les yeux de Kurono et Kato, impuissants.

- Takeshi : C'est un petit garçon, issu d'une famille très pauvre, qui fut tué par son beau-père qui le roua de coups. Il est persuadé que Kaze est le Muscle Rider (ou Guerrier Musclé), une espèce de super-héros né de son imagination. Kaze se sentant responsable fera ce qu'il peut pour le protéger, puis finira par réellement s'attacher à lui. Il décidera de partir de Gantz une fois Takeshi libre. Il s'est entraîné dur avec Kaze et utilise même la technique spéciale de ce dernier (le Back Attack). La combinaison lui est bien sûr indispensable vu sa faiblesse physique.

- Hikawa : Sans doute Leader des vampires lors de la Phase 1, Hikawa est quelqu'un de très froid qui parle peu. C'est un combattant extrêmement expérimenté qui remporta tous ses duels jusqu'à maintenant. Malgré son physique de jeune homme il est probablement âgé d'une ou plusieurs centaines d'années, Gantz le surnommant "Samouraï Gigolo". Il tuera Izumi, puis Akira Kurono, le frère de Kei.Lors de sa rencontre avec ce dernier, il montrera la tête de son frère, ce qui mettra Kurono dans une rage folle et se précipitera pour l'attaquer. Hikawa le tuera alors d'un coup de Sabre, puis, en attrapant le cou du Vieil Homme, il sera téléporté dans la chambre. Obligé de participer aux missions, il tentera d'abord de pactiser avec les Aliens dans la Mission Osaka en compagnie de Chiaki mais 2 Samouraïs trahiront les Vampires. Hikawa les tuera tous les deux.

- Chiaki : Chiaki était à l'origine une jeune femme invitée à participer à un « banquet » des vampires avec des amies. Ses amies furent donc tuées et leur sang servi en plat, mais Chiaki fut épargnée et vampirisée, à la suite d'un duel Hikawa/Akira, duquel Hikawa sortit vainqueur. Elle suit depuis son "Boss" partout, y compris jusque dans la Chambre de Gantz, où ils doivent maintenant participer aux missions. Elle sera blessée lors de la Mission Osaka, trahie par les Samouraïs. C'est une femme froide, comme Hikawa dont le surnom donné par Gantz est "Kill Bill".

- Kojima Tae : Elle est une des camarades de Kurono. Il fut obligé de sortir avec elle, après un gage, puis il la sauva des griffes du martien-minus. Ils s'attachèrent finalement l'un à l'autre jusqu'à former un vrai couple. Elle sera la cible de Gantz et sera finalement tuée par Izumi, mais Reika, emplie de remords (Kurono lui avait demandé de la protéger), la ressuscitera. Kurono et elle, bien que leurs mémoires aient été effacées, recommenceront à se fréquenter, jusqu'à ce que Kurono soit exécuté par Hikawa.

- Les Vampires : Ce ne sont pas des vampires au terme classique auquel on l'entend, mais ils sont atteints d'une maladie due à des nanomachines, ce qui les rend sensibles aux fortes lumières et leur donnent une soif de sang, qui, non rassasiée, entraîne de grandes douleurs. Ils sont capables de créer d'eux-mêmes des armes blanches ou à feu, sans que l'on sache encore comment. Leurs origines et buts sont très mystérieux, mais ils se placent directement comme la Némésis des gantzeurs, sans pour autant être des aliens. Hikawa, leur plus puissant membre, fut capturé par Gantz (après avoir agrippé le grand-père durant la téléportation, causant sa propre téléportation) et est maintenant avec son acolyte (une jeune fille nommée Chiaki), obligé de participer aux missions.

### La sélection de Gantz
Pour être capable de participer aux Missions de Gantz, il faut tout simplement mourir. Qu'il s'agisse d'un suicide, d'un meurtre ou d'un accident. Mais apparemment Gantz choisit ses Envoyés. C'est pour cette raison qu'il faut être sûr de pouvoir aller dans la Chambre de Gantz ou d'y être invité (à la façon d'Izumi) pour tenter. De plus, il semblerait qu'il faille mourir pendant la soirée précédant la nuit d'une Mission. En effet les Missions sont exclusivement nocturnes probablement pour être moins décelables par la population. Bien que les « Gantzers » soient invisibles, les missions occasionnent souvent de lourds dégâts matériels sur l'environnement.

### Gantz, La Sphère Noire
Baptisée ainsi il y a longtemps, vraisemblablement en rapport avec un ancien jeu télévisé japonais, la Sphère Noire « Gantz » est faite dans un matériau semblable au titane (mais rien n'est précisé dans le manga). Elle mesure environ un mètre de diamètre.  
Au début de chaque Mission, c'est elle qui téléporte (via une technologie inconnue) les Envoyés dans sa pièce, et qui les informe sur le « Mini-Boss » de la Mission, via des messages au ton ironique et volontiers méprisant. Le descriptif de la cible à abattre, des extra-terrestres à l'apparence parfois grotesque, est souvent inutile, preuve d'un certain sens de l'humour noir chez Gantz.  
Puis la sphère s'ouvre et dévoile une combinaison pour chacun des Envoyés (les anciens doivent avoir la combinaison sur eux ou avec eux lorsqu'ils sont téléportés a moins qu'ils les aient rangées après avoir terminé une mission), ainsi que des armes et divers objets comme un camouflage optique. Ensuite, la Sphère retéléporte ses Invités dans Tokyô pour qu'il aillent détruire les extra-terrestres. Dès ce moment, un compte à rebours s'active. Chose étrange, une fois la boule ouverte on peut voir un homme assis à l'intérieur qui semble totalement inconscient, il est peut-être le cerveau de toute cette étrange histoire. 
D'après une discussion entre Nishi et la team de Tokyo, il se pourrait que Gantz soit artificiel, et donc créé par l'Homme, et apparemment les aliens eux-mêmes seraient créés par l'Homme même si Nishi doute de cette dernière information. À noter qu'il existe aussi une pièce cachée dans la Chambre, dont la porte se situe derrière la Sphère et ne s'ouvre qu'après que la Sphère elle-même se soit ouverte. Jusqu'à aujourd'hui, nous savons qu'on y trouve 2 Motos (ressemblant à des pneus géants) et des Katana avec une lame de longueur variable que seul Kurono, le grand-père et Izumi ont utilisé jusqu'à maintenant.
L'équipement fourni par Gantz se compose d'une combinaison, d'un fusil et de 2 sortes de pistolets.
La combinaison est sûrement l'élément le plus important de la panoplie : elle offre à son porteur une force surhumaine, si celui-ci comprend comment l'utiliser. Bien maîtrisée, elle décuple la force musculaire, permet de sauter de toit en toit, de tomber de plusieurs centaines de mètres sans mal, de prendre des coups sans ressentir aucune douleur, etc. Cependant, lorsqu'elle subit des dommages importants, un liquide s'en échappe, et elle perd ses caractéristiques, ce qui rend le porteur totalement vulnérable. Il semblerait également que les armes tranchantes annulent les propriétés de la combinaison (cela vaut également pour certains types de dégâts, comme des brûlures, qui elles, ne sont pas arrêtées par la combinaison, preuve que celle-ci n'est pas sans faille).
Le fusil et un des pistolets (appelé « X-Gun », vu qu'il donne une image aux rayons x de la cible que vise son utilisateur) ont le même rôle : faire exploser tout ce qui est pointé vers eux quelques secondes après que l'on a appuyé sur la détente (par un système d'implosion il semblerait). Le 3e est le « Pistolet de Capture » (Y-Gun), qui immobilise l'ennemi par un système de saucissonnage à distance, puis l'« Envoie » au ciel, sous forme d'un laser. Le fusil est également doté d'une lunette de sniper. Tous ont des viseurs à rayons X, et tous ont une deuxième gâchette qui, pressée en même temps que l'autre, « verrouille » la cible. 
Depuis le tome 21, on sait que le choix numéro 2 permet d'avoir le H-gun. Cette arme permet un tir vertical en forme de cercle, ayant pour effet d'écraser la cible. De plus Oka (élite de la team Osaka, ayant eu 700 points au cours de diverses missions) a une combinaison plus évoluée que celle de base (force accrue, possibilité de voler grâce à un vaisseau, projection d'un brouillard épais pour la fuite, lorsque la combinaison ne fonctionne plus).
Depuis le chapitre 284 on sait que Gantz est fabriqué dans une usine située en Allemagne.
On apprend dans la dernière phase du Manga que les Aliens qui tentaient d'envahir la terre avaient déjà essayé de s'installer sur une autre planète mais qu'ils en avaient été repoussés par une autre race qui a envoyé un signal vers la terre pour préparer les humains à l'invasion. Ce signal avait été reçu par la fille gravement autiste d'un industriel allemand qui se mit à énumérer des chiffres, ce que son père avait déchiffré avant de se mettre à fabriquer les boules noires selon les instructions reçues. Il est également expliqué que le système de points et le fonctionnement des parties de chasse avait entièrement été pensé et mis en place par les humains.

### Le «Katastrophe Counter»
Cette troisième phase est la dernière du manga.
À partir du chapitre 280, on apprend qu'il y a un compte à rebours caché dans Gantz. En effet Nishi dévoile celui-ci en prononçant le mot « Katastrophe » (catastrophe en français). S'affiche alors sur la sphère noire un compteur : « 000684819 ». Par la suite on sait que cela correspond approximativement à une semaine et 23 heures (ce qui nous permet de dire qu'1 unité du Katastrophe Counter équivaut à 1 seconde). D'après Nishi à la fin du compte à rebours, une guerre nucléaire éclatera, mais ceci n'est que sa version des faits. Lorsque le compteur arrive près de zéro, le ciel devient entièrement rouge (et le soleil semble avoir disparu). Tout semble alors indiquer la "fin du monde", comme cet aéronef d'origine inconnu qui arrive sur Terre et détruit sans effort un porte-avions de l'US Navy. Plus tard, les médias annoncent au monde la terrible nouvelle : l'Amérique n'est plus, les villes ont été rasées, la population massacrée.
Peu après, c'est au tour du Japon de connaitre le chaos. Venue de l'espace, une pluie de méchas grands comme des buildings s'abat littéralement sur les villes, détruisant tout à l'aide de leurs canons immenses. Puis le ciel se remplit d'une myriade d'aéronefs déposant à terre des troupes de choc chargées d'abattre les Humains. Ils se présentent sous une forme humanoïde, de grande taille (7-8m de haut), semblant porter d'imposantes combinaisons et étant lourdement armés. Aliens humanoïdes en armures, ils balaient systématiquement et sans pitié les foules en panique à l'aide de grands disques tranchants. Un véritable carnage, début sanglant de ce qui semble être alors ni plus ni moins qu'une "extermination de la race Humaine" qui sert simplement de nourriture à ces Aliens.
Chacun tente de sauver ce qui est précieux pour lui : Kei, Kato, Sakurai et Kaze, qui ont tous un mauvais pressentiment avant le désastre, partent récupérer la personne qu'ils aiment. Nishi quant à lui, attend l'envahisseur de pied ferme, armé de deux H-gun, sa combinaison revêtue, et le regard fixé vers le ciel. Finalement, c'est avec effroi que Kei et Tae contemplent depuis le haut de l'école ce qui semble être les pieds d'une gigantesque machine en train de se poser en ville. Le dernier espoir semble venir des hommes en combinaison noire, les Gantzers.
Les Gantzers sauveront effectivement l'Humanité.

### Les Missions
Les Missions commencent dès le moment où la description du « Mini-Boss » apparaît sur Gantz. Puis, lorsque les Envoyés de Gantz sont retéléportés au dehors, ils doivent éliminer ce Mini-Boss, ses éventuels compagnons et une fois ceci fait, le vrai « Boss » apparaît. Le « Boss » est un extra-terrestre beaucoup plus dangereux, intelligent et puissant que tous les autres.
Les Envoyés et les extra-terrestres sont invisibles pour les humains « normaux », mais restent palpables. Dans certaines circonstances, certains peuvent devenir visibles. Les Envoyés ne doivent agir que dans un périmètre d'un kilomètre carré, sous peine de voir leurs têtes exploser. Ils doivent également en finir avec tous les extra-terrestres avant la fin du compte à rebours qui peut durer de 30 min à 1 h 30, sinon, ils perdent tous leurs Points (« Recommencez sérieusement depuis le début »).
Le Système de Points
Chaque Mission est régie par un Système de Points géré par Gantz. 
Détruire ou envoyer un extra-terrestre revient à gagner un certain nombre de points. Ce nombre varie selon les missions et selon le « niveau » de l'adversaire abattu.
Une fois les 100 points atteints, il est possible de faire un des 3 choix :
1. Sortir de Gantz et avoir sa mémoire effacée (mais ils ont la possibilité de revenir dans le jeu)
2. Obtenir une arme surpuissante
3. Faire ressusciter quelqu'un stocké dans la mémoire de Gantz et tout recommencer.

Les derniers chapitres de la seconde partie du manga nous apportent de grand éléments sur les vampires mais surtout, le dernier chapitre paru nous propose une conversation entre Nishi et Izumi où l'on apprend que Gantz est une organisation mondiale et que d'autres groupes sont présents en Israël, États-Unis et surtout Allemagne.
Les Aliens
Les cibles de Gantz sont présentées comme étant des créatures inhumaines (bien que généralement humanoïdes), que les Gantzers doivent massacrer jusqu'au dernier.
Ils sont de plus en plus forts et leur niveau et nombre semblent dépendre des Gantzers eux-mêmes (plus le nombre de Gantzers et surtout d'anciens Gantzers est élevé, plus il y a d'Aliens et plus ils sont puissants).

## Manga
Un livre regroupant des informations sur les personnages, des comparaisons entre le manga et anime et une interview de l'équipe du manga est également sorti en 2004 au Japon et le 27 juin 2006 en France sous le nom de Gantz Manual.

### Fiche technique
- Édition japonaise : Shūeisha
  - Nombre de volumes sortis : 37 (terminé)
  - Date de première publication : décembre 2000
  - Prépublication : Young Jump
- Édition française : Delcourt (sous le label Tonkam)
  - Nombre de volumes sortis : 37 (terminé)
  - Date de première publication : novembre 2002
  - Format : 127 mm x 182 mm
- Autres éditions : 
  -  Dark Horse
  -    Panini Comics (sous le label Planet Manga )
  -  Glénat Espagne
  -  Komik Remaja (en)
  -  Editorial Vid (en)
  -  Editorial Ivrea (en)

## Adaptations

### Anime
Une adaptation anime est également sortie en 2004 sous la forme de 2 saisons de 13 épisodes appelées respectivement Gantz First Stage et Gantz Second Stage. Ces deux termes sont également utilisés couramment pour parler du manga, la première partie de l'histoire (avec Kato et Kishimoto) est considérée comme le First Stage et a une couleur de couverture essentiellement rouge, et la suite de l'histoire est le Second Stage, signalée par une couverture de couleur bleue.
À noter que les derniers épisodes de l'anime n'ont rien à voir avec le manga à partir de la fin de la 3e mission (à partir de l'épisode 22 de l'anime et de la fin du tome 8 du manga) car ils introduisent une fin que le manga ne connaîtra jamais[C'est-à-dire ?].

#### Fiche technique
- Licences :
  -  Asian Star (via Pathé), puis Black Box
  -  Funimation Entertainment
  -  Madman Entertainment
  -  MVM Films
  -  Yamato Video
  -  OVA Films

#### Diffusion par pays
Game One, à partir du 13 mars 2017 et diffusé du Lundi au Vendredi sur la tranche horaire de 22h30.
 Animax
 MTV Central
 Anime Network

### Films live
En octobre 2009, deux films live ont été annoncés pour 2011 Le premier, réalisé par Shinsuke Sato, est sorti le 29 janvier 2011 au Japon et le deuxième en avril 2011.
En France, le premier film, renommé Gantz : Le Commencement est sorti le 7 septembre 2011 en DVD et Bluray par Wild Side Video et le deuxième, renommé Gantz Revolution, est sorti le 1er février 2012.

### Série dérivée
Une série dérivée intitulée Gantz:G est dessinée par Keita Iizuka et publiée à partir du 17 novembre 2015 dans le magazine Miracle Jump. Le dernier chapitre parait le 6 mars 2017. La version française est éditée par Delcourt Tonkam à partir de juillet 2017 et sera complète en 3 tomes.

### Film d'animation
Un film d'animation en trois dimensions réalisé en images de synthèse est annoncé en novembre 2015. Intitulé Gantz: O, celui-ci adapte l'arc Osaka du manga. Il est sorti le 14 octobre 2016 au Japon.